# Білоруська Вікіпедія (класичним правописом)
Білоруська Вікіпедія (класичним правописом; біл. тарашк. Беларуская Вікіпэдыя) — розділ Вікіпедії класичним правописом білоруської мови. Вікіпедія класичним правописом білоруської мови станом на 24 березня 2025 року містить 88 663 статті, 89 665 зареєстрованих користувачів, 123 активних дописувачів, 5 адміністраторів
. Загальна кількість сторінок у Вікіпедії класичним правописом білоруської мови — 259 174, редагувань — 2 601 776, завантажених файлів — 2119
. Глибина (рівень розвитку мовного розділу) Вікіпедії класичним правописом білоруської мови середня і становить 37.1 пунктів
.
За кількістю статей перебуває на 80-му місці серед усіх мовних розділів та на 14-му серед слов'яномовних розділів Вікіпедії (між боснійською та сілезькою Вікіпедіями).

## Історія

### 2004—2007
З моменту свого створення — 6 квітня 2004 року і до 26 березня 2007 року існувала єдина білоруська Вікіпедія, де співіснували дві норми правопису білоруської мови: класичний правопис («тарашкевиця») та офіційний правопис («наркомівка»).
Перший запис у єдиній білоруській Вікіпедії на головній сторінці з'явився 6 квітня 2004 року. Перші статті — 12 серпня. Начерки перших статей Мінськ та Білорусь зробив Володимир Катковський (користувач Rydel), що став одним із двох перших адміністраторів білоруської Вікіпедії. Станом на березень 2007 року у білоруській Вікіпедії було близько 6700 статей.
Від початку свого існування білоруська Вікіпедія використовувала переважно класичний правопис білоруської мови (тарашкевицю), яким послуговується більшість білоруськомовної інтернет-спільноти. У той же час у єдиній білоруській Вікіпедії були статті, написані офіційним правописом білоруської мови. Співіснування в межах одного проєкту не задовільняло прихильників офіційного правопису, і вони подали запит на створення альтернативної Вікіпедії. Через певний час — у березні 2007 року — єдина білоруська Вікіпедія була розділена на дві — з класичним та з офіційним правописами, а 26 березня 2007 року, відповідно до рішення мовного підкомітету фонду Вікімедіа, розділ Вікіпедії класичним правописом перейменовано з піддомену третього рівня «be», який передали Вікіпедії офіційним правописом, в «be-x-old». Наразі доменом Білоруської Вікіпедії з класичним правописом є be-tarask.
- Серпень 2004 — створена 100-та стаття[2].
- Лютий 2005 — створена 1 000-на стаття[2].

### З 2007 року
1 червня 2008 року створена 10 000-на стаття (Сярэдняя Літва).
17 червня 2009 року в білоруській Вікіпедії в неофіційному білоруському правописі створена 20-тисячна стаття.
17 червня 2010 кількість статей сягнула 25 000.
9 жовтня 2011 кількість статей сягнула 40 000.
6 серпня 2013 кількість статей сягнула 50 000 (Хвастковая залоза).
Станом на травень 2017 року в цьому мовному розділі Вікіпедії 60 добрих і 35 вибраних статей.
4 вересня 2015 року у Вікіпедії класичним правописом білоруської мови змінився префікс із «be-x-old» на «be-tarask».